# Ernest Majo
Ernest Majo, auch Ernest von Majo (* 25. August 1916 als Ernst Majowski in Herne; † 22. August 2002 in Schramberg) war ein deutscher Komponist, Dirigent, Musiker und Professor. Er benutzte ferner die Pseudonyme Jean Arimont und Ernst Sloma.

## Leben und Wirken
Aufgewachsen in einer musizierenden Familie begann er seine Musikstudien 1932 an der Folkwang-Hochschule in Essen und zwar Komposition bei Ottmar Gerster (1897–1969) sowie Instrumentation und Harmonielehre bei Hermann Erpf (1891–1969). 1936 trat er in ein Marine-Musikkorps ein. 1938 wirkte er in den Städtischen Orchestern in Gera, Ratibor und Hildesheim. 1940 erfolgte eine erneute Einberufung in das Marine-Musikkorps. Nach dem Krieg ließ er sich wieder in Hildesheim nieder. Zwischen 1956 und 1962 wirkte er in diversen Bundeswehr-Musikkorps. Dann übersiedelte er in den Schwarzwald nach Schramberg und war dort Städtischer Musikdirektor der Stadtmusik Schramberg von 1967 bis 1976 und Leiter der Musikschule der Stadtmusik.
Das thematische Verzeichnis der Kompositionen Ernest Majos umfasst rund 250 gedruckte Orchesterwerke. Dazu zählen der Marsch ebenso wie die symphonische Dichtung, die pädagogische Spielmusik ebenso wie die jeweilige Avantgarde-Komposition, absolute und funktionale, Freiluft- und Konzertsaalmusik, geistliche und weltliche Werke.

## Werke
Werke für Blasorchester:
- 1959 Capriccio
- 1959 Jütländische Passion
- 1962 Vier Madrigale
- 1965 Zwei melodische Stücke
- 1970 Festliche Bläsermusik
- 1970 Impressionen einer alten Stadt
- 1973 Festliches Barock
- 1975 Attila · Symphonische Dichtung
- 1975 Grimming Impressionen
- 1975 Sinfonietta Nr. 1
- 1975 Toccata prima
- 1976 Ave Maria nach Johann Sebastian Bach und Charles Gounod für Blasorchester
- 1976 King Lear · Symphonische Dichtung
- 1976 Concertino fugato
- 1976 Schwedische Rhapsodie
- 1977 Triptychon nach den Bildern des Isenheimer Altars von Matthias Grünewald
- 1977 Erinnerungen eines Poeten · Suite
- 1979 Konzert für Oboe und Blasorchester
- 1979 Spektakulum Nr. 2 · Sinfonische Sequenzen über Themen des Radetzky-Marsches von Johann Strauss (Vater)
- 1980 Prologo sinfonico
- 1980 Toccata secunda
- 1980 Celebration Memory
  1. Grave, grazioso, l’istesso tempo
  2. Fugato-Choral
- 1980 Variationen und Fuge über ein Thema von Wolfgang Amadeus Mozart
- 1981 Toccatina
- 1984 Serenade fatale – Eine kleine Schlachtmusik
- 1985 Eisenerzer Festprolog
- 1985 Rhapsodische Sequenzen über B-A-C-H
- 1986 Extrafonie · Thematische Reflexionen – Suite in 3 Sätzen
  1. Rigoroso
  2. Aria chromatica
  3. Thema à la Marcia und Fuga
- 1987 Sonthofen Suite – Alpenimpressionen
- 1987 1. Sinfonie – „Aus der alten Welt“
  1. Allegro
  2. Largo
  3. Scherzo
  4. Finale-Choral
- Adriatische Nächte · Ouvertüre
- Balkanfieber
- Cowboyspiele
- Das Zaubernetz · Ouvertüre
- Der kleine Tambour
- Ein Rosenstrauss (Ständchen)
- Erinnerungen an Island
- Ferienzeit
- Fiesta España · Ouvertüre
- Fröhlicher Alltag Ouvertüre
- Happy End · Ouvertüre
- Happy Time
- Hava nagila · Israelische Fantasie
- Hungaria
- Hyde-Park-Promenade Ouvertüre
- In dulci Jubilo · Weihnachtliche Festmusik
- Intrade
- Jugend-Ouvertüre
- Kinderland · Ouvertüre
- Maestoso
- March of Westminster
- Mississippi-Melodie · Fantasie
- Musik der Welt
- Nordische Fahrt Ouvertüre
- Ouvertüre Scherzando
- Pik As
- Platzkonzert · Ouvertüre
- Präludium für Blasorchester
- Prélude miniature
- Puszta-Legende
- Rapsodie française
- Russlandia · Rhapsodie
- Serenade für Elisabeth
- Schlesische Rhapsodie
- Schwaben-Express
- Schwäbische Geschichten
- Slavonische Rhapsodie
- Sur le pont d’Avignon · Rhapsodie
- Vaganten-Ouvertüre
- Vorspruch (Prolog)
- Weihnachtliche Sinfonia
- Weihnachtszyklus
- Zirkus-Premiere · Ouvertüre
- Zwei melodische Stücke (Der Morgen / Der Abend)